# Per Bausager
Per Bausager, né le 6 septembre 1956 à Roskilde au (Danemark), est un coureur cycliste danois, professionnel de 1977 à 1985. Son frère Jacob (1960-2001) a également été coureur professionnel.

## Palmarès
- 1974
  - 3e étape du Dusika Jugend Tour (contre-la-montre)
- 1977
  - 3e du championnat du Danemark de poursuite

## Résultats sur les grands tours

### Tour de France
1 participation
- 1979 : abandon (6e étape)

### Tour d'Italie
4 participations
- 1977 : abandon (7e étape)
- 1979 : 34e
- 1981 : 44e
- 1982 : 58e

### Tour d'Espagne
1 participation
- 1981 : 36e